# Diecezja chioska
Diecezja chioska (łac. Diœcesis Chiensis) − diecezja rzymskokatolicka w Grecji, istnieje od XIII wieku. Nieobsadzona od 1939.

## Główne świątynie
- Katedra: Katedra św. Mikołaja w Chios

## Biskupi diecezjalni i administratorzy (od XIX wieku)
- - Abp Josif Printezis (Administrator od 2021)
  - Abp Nikólaos Printesis (Administrator 1993 – 2021)
  - Abp Ioánnis Perrís (Administrator 1961 – 1993)
  - O. Rocco Dellatolla (administrator 1959 – 1961)
  - Abp Giovanni Battista Filippucci (Administrator 1947 – 1959)
  - Abp Alessandro Guidati (Administrator 1939 – 1947)
  - Bp Nicolas Charikiopoulos (1917 – 1939)
  - Bishop Dionisio Nicolosi (1890 – 1917)
  - Bp Fedele Abati OFM (1885 – 1890)
  - Abp Andrea Policarpo Timoni (1875 – 1879)
  - Bp Ignazio Giustiniani (1830 – ?)
  - Bp Francesco Saverio Dracopoli (1814 – 1821)